# Liquits
Liquits é um trio musical de rock alternativo da Cidade do México (México) em atividade a mais de duas décadas. Além do México, o grupo é conhecido em grande parte dos países hispânicos e nos Estados Unidos onde já realizaram turnês de divulgação de seus álbuns e participaram de festivais.

## Discografia
- Karaoke (2001) — EMI Music
- Jardin (2004) — Surco Records
- Perfume Pantera (2006) — Mercury
- Kimono en llamas y el Regreso de los Insectos (2009) —  Terrícolas Imbéciles[3]
- Ven Ven  (2011) — Prodisc[4]